# 1421 Esperanto
Esperanto (asteróide 1421) é um asteróide da cintura principal com um diâmetro de 43,31 quilómetros, a 2,8500997 UA. Possui uma excentricidade de 0,0779609 e um período orbital de 1 985 dias (5,44 anos).
Esperanto tem uma velocidade orbital média de 16,94093558 km/s e uma inclinação de 9,81779º.
Esse asteróide foi descoberto em 18 de Março de 1936 por Yrjö Väisälä, e nomeado após a língua esperanto, criada por Ludwik Lejzer Zamenhof em 1887.